# Madison (Kansas)
Pour les articles homonymes, voir Madison.
Madison est une ville américaine située dans le comté de Greenwood dans l'État du Kansas. En 2010, sa population est de 701 habitants.

## Source de la traduction
- (en) Cet article est partiellement ou en totalité issu de l’article de Wikipédia en anglais intitulé « Madison, Kansas » (voir la liste des auteurs).